# سرطان الإحليل الأمامي
في تخصص جراحة المسالك البولية والأورام، سرطان الإحليل الأمامي هو مرض توجد فيه خلايا سرطانية خبيثة في جزء الإحليل الأقرب إلى خارج الجسم. يتم علاجه بشكل جيد مع الجراحة الموضعية. غالبًا ما تحتاج الأورام التي تشمل مجرى البول الخلفي (الجزء الأقرب إلى المثانة) إلى جراحة أكثر جذرية للحصول على أفضل النتائج.